# Anarthrura simplex
Anarthrura simplex is een naaldkreeftjessoort uit de familie van de Anarthruridae. De wetenschappelijke naam van de soort werd in 1882 voor het eerst geldig gepubliceerd door Georg Ossian Sars.